# Medvedjek, Loški Potok
Medvédjek ali Medvedják (nemško Bärenheim ali Bärnheim) je zaselek na Goteniški planoti v občini Loški Potok. Upravno spada pod devet kilometrov oddaljeno naselje Trava.
Pred prvo svetovno vojno je bil samostojno naselje. V letih 1878–80 so Auerspergi ob bližnjem izviru postavili parno žago. Leta 1890 je tod živelo 107 ljudi, leta 1971 pa sta bili naseljeni le še dve hiši. Danes je zaselek brez stalnih prebivalcev, v bližini nekdanje žage stoji gozdna koča.